# Musée Gerty-Archimède
Le musée Gerty-Archimède est un musée consacré à Gerty Archimède, l'avocate et femme politique guadeloupéenne. Il porte depuis 2012 le label « Maisons des Illustres ».
Le musée est situé 25 rue Maurice-Marie-Claire à Basse-Terre. Il est installé dans la maison où Gerty Archimède vécut jusqu'à sa mort en 1980. L'ouverture au public date de 1984.